# Ulrike Posche
Ulrike Posche (* 1957 in Monheim am Rhein) ist eine deutsche Journalistin und Autorin.

## Leben
Ulrike Posche studierte in Münster Politikwissenschaft, Germanistik und Publizistik. Sie absolvierte die Henri-Nannen-Schule. 1987 kam sie als Redakteurin zum Wochenmagazin stern, für das sie heute als Autorin und Reporterin arbeitet.
Ulrike Posche hat die Bundeskanzler Helmut Kohl und Gerhard Schröder über zwei Jahrzehnte beobachtet und beschrieben. Der Historiker Gregor Schöllgen schrieb in seiner Schröder-Biografie: „Die Stern-Reporterin begleitet ihn seit 1990. Schröder vertraut ihr, öffnet sich und gibt ihr Einblicke in sein Innenleben.“
Für ein Porträt der Bundeskanzlerin Angela Merkel erhielt Ulrike Posche im Jahr 2010 den Emma-Journalistinnen-Preis.
Seit 2015 ist sie Stiftungsrätin der Schweizer Stiftung Hans Ringier, die die Ringier-Journalistenschule trägt.

## Werke
- Gerhard Schröder. Nah-Aufnahme. Goldmann, München 1998, ISBN 3-442-15039-6.
- Weibliche Übernahme: Wie Frauen in Deutschland sich die Macht nehmen. Campus, Frankfurt am Main 2004, ISBN 3-593-37415-3.